# روتونديلا
روتونديلا (بالإيطالية: Rotondella)‏ هي بلدية في مقاطعة ماتيرا في إقليم بازيليكاتا الإيطالي.

## السكان
في سنة 1861 بلغ عدد السكان 3٬785 نسمة، وتطور العدد ليصل في سنة 2011 لـ 2٬707 نسمة.
يظهر هذا المخطط البياني تطور النمو السكاني لـ روتونديلا

## توأمة
لروتونديلا اتفاقيات توأمة مع:
- كازالفيومانيزي